# 綜藝萬花筒
《綜藝萬花筒》是中華電視公司1990年代著名的綜藝節目，時長30分鐘。1991年7月1日開播，1996年12月13日停播，播出時間多次變動，共播出1414集。其製作單位是全能製作公司，由王鈞、郭建宏、李蕙蘭、齊錫麟擔任製作人。節目口號是：「《綜藝萬花筒》，喔～耶！」

## 歷屆主持人
- 第一任：張小燕、陽帆
- 第二任：方芳芳、徐乃麟
- 第三任：曹蘭、黃子佼
- 第四任：曹蘭、許效舜、董至成

張小燕與陽帆請辭《綜藝萬花筒》後，曹蘭跟黃子佼有暫代數集，之後進入方芳芳、徐乃麟時期。

## 單元簡介

### 張小燕時期
1993年2月25日，張小燕、陽帆最後一次參加《綜藝萬花筒》錄影，從下午起連錄6集，最後一集在該日20時30分開始錄影。此時期單元如下：
〈打破砂鍋問到底〉
張小燕扮演小朋友，陽帆扮演叔叔。每集設定一個主要問題，張小燕一直問「為什麼」、「到底為什麼」，陽帆不厭其煩地回答。後期兩人對調角色，陽帆扮演「陽小弟」，張小燕扮演「張奶奶」。
該單元內容曾被集結成《打破砂鍋問到底》一書（希代書版1992年第1版，ISBN 9575442547）。
〈各說各話〉
每集出一道問題。每集從曹蘭、黃子佼、姚黛瑋、李方、郭子乾、陳為民、王中平等固定班底中選出三人，每人分別扮演不同人物，各講一個答案，不僅要「自圓其說」，還要加入搞笑表演與台詞。來賓猜誰說的是正確的。最後由一位學有專精或在該領域內的名人公佈解答，稱為「名人解答」。猜對的，兩位主持人會帶領觀眾歡呼：「某某某（猜對者姓名），喔～耶！」猜錯的，兩位主持人會帶領觀眾歡呼：「某某某（猜錯者姓名），喔～遜！」若三位來賓都猜對，兩位主持人會帶領觀眾歡呼：「三位特別來賓，喔～耶！」若三位來賓都猜錯，兩位主持人會帶領觀眾歡呼：「三位特別來賓，喔～遜！」
在方芳芳、徐乃麟時期，該單元改名為〈各說各話〉。
該單元的著名角色包括：曹蘭與姚黛瑋扮演的「檳榔姐妹花」，曹蘭扮演的「有為青年」、「曹小紅」，黃子佼扮演的「小笨童」與「酷哥」等。
該單元有時會惡搞台視與中視的著名連續劇，也會惡搞名人或角色形象。例如：曹蘭扮演的「大芋頭」與黃子佼扮演的「多爾滾」都是惡搞中視連續劇《一代皇后大玉兒》，曹蘭扮演的「Golden Flower賽」是惡搞台視連續劇《賽金花》，曹蘭扮演的「東風不敗」是惡搞東方不敗，黃子佼扮演的「灌強」是惡搞林強，曹蘭扮演的「阿不信」與郭子乾扮演的「更不信」是惡搞中視播映中的日本放送協會連續劇《阿信》，李方扮演的「阿諾啥米碗糕」與王中平扮演的「阿諾啥米碗粿」都是惡搞阿諾史瓦辛格，曹蘭扮演的「宮澤不理惠」是惡搞宮澤理惠，曹蘭扮演的「葉欠吻」是惡搞葉蒨文，黃子佼扮演的「你死相」是惡搞林子祥，郭子乾扮演的「司馬湯圓」是惡搞司馬中原，陳為民扮演的「惠妮修車輪」是惡搞惠妮休斯頓。
每一集的來賓也是該單元惡搞的對象。例如：有周慧敏出場的集數，就會有黃子佼扮演的「粥會敏」出場惡搞周慧敏；有葉蘊儀出場的集數，就會有黃子佼扮演的「葉瘟疫」出場惡搞葉蘊儀。「粥會敏」出場時的固定台詞是：「大家好，我就是『吃了粥，就會過敏』的『粥會敏』。」
〈歷史症候群〉
由曹蘭、黃子佼等班底演出以歷史故事改編的古裝爆笑短劇。例如董永賣身葬父的故事改編為「賣身症候群」，花木蘭代父從軍的故事改編為「花木蘭症候群」。
〈唱給你聽〉
螢幕上顯示一位名人的大頭照一張，把曹蘭或黃子佼的嘴的影像合成在大頭照的嘴上，每集必須唱完一首歌，看起來就好像那張大頭照真的會唱歌。一位女性旁白扮演記者。旁白問一句，曹蘭或黃子佼就唱一句，直到唱完整首歌為止。問題與答案的奇怪組合，是本單元的笑點。
〈舞蹈大考驗〉
全能製作公司在街頭隨選一位觀眾，觀眾看著題目影片來模仿，來賓猜被模仿的人是誰。
〈兒童性教育－成長情事〉
全能製作公司買進一部英語兒童性教育電視動畫的公開播映權與發行權，加上華語配音，每天播出一集，一集一個主題。華語片頭曲〈生命原來如此〉，主唱者不詳。全能製作公司發行VHS卡式錄影帶版。
〈關懷兒童系列－如何說不〉
1992年11月23日開播，簡稱〈如何說不〉。全能製作公司從美國買進Project Images Films公司製作的兒童電視動畫《如何說不》（Just Say No!）的公開播映權，加上華語配音，每天播映一集，教導兒童如何拒絕陌生人的誘惑。一集長度約在2分鐘內。在每集的關鍵處，會有一隻小蜜蜂向兒童提出疑問，讓兒童思考後做出正確的拒絕陌生人誘惑的方式；另外，工作人員會在街頭訪問兒童，讓受訪者說自己如何拒絕陌生人的誘惑；工作人員也會與家長以隱藏式攝影機觀察兒童應付危機的能力。

### 方芳芳時期
方芳芳離開台視以後跳槽華視，華視安排方芳芳、徐乃麟接手主持《綜藝萬花筒》。1993年4月5日，《綜藝萬花筒》播出此時期的第一集。此時期採用了孔鏘設計的片頭音樂。
〈心理測驗〉
主持人會出一個選擇題，問棚內的來賓在某種情境下會選擇做出哪一個反應。棚內的來賓作答後，主持人逐一揭曉各選項的心理分析。
該單元內容曾被集結成《心理測驗萬花筒》（希代書版1993年2月1日第1版，ISBN 9575443713）、《綜藝萬花筒心理測驗》（皇冠文化1993年7月1日第1版，ISBN 9573309769）兩書。
〈趣味大考驗〉
猜謎單元，用外景或其他方式出題，請棚內的來賓猜正確答案。揭曉答案時，若是由陳為民擔任外景主持人，則大多會在最後加入固定台詞：「〈趣味大考驗〉，猜錯真討厭！你答對了嗎？」
最常見的一種題型是安排三至四人，請棚內的來賓猜哪一個人身上的特定位置是人體彩繪而成的，並固定由莊明達擔任繪者。例如，安排三個潛水夫，請棚內的來賓猜哪一個人身上的潛水衣是人體彩繪而成的。
〈超級骨牌秀〉
播映華視與東京放送電視部門（今TBS電視）合辦、東京放送電視綜藝節目《饒了我吧》錄影轉播之骨牌秀：1992年3月29日至4月30日，來自台灣、日本、韓國、泰國的18至25歲青年總計40人在宜蘭縣立體育場體育館排列1640801張骨牌；同年5月1日，順利推倒，打破金氏世界紀錄。
與一般體育競賽轉播相同，在精彩處會有慢速重播（slow motion）。
〈小朋友唱給你聽〉
每集邀請一位兒童觀眾唱一首歌，來賓猜這位兒童唱的是哪一首歌，唱歌時會有三種雜音干擾來賓判斷。揭曉正確答案之後，兩位主持人會帶領觀眾歡呼，歡呼的方式與〈各說各話〉相同。
〈痛快一把抓〉
工作人員準備一個裝著大量10元（新台幣，以下皆同）硬幣的透明盆子，主持人選一位觀眾上台抓一把，該名觀眾猜自己抓到的硬幣總額大約是多少元，誤差值在50元以內者都算答對。該名觀眾作答之後，將自己抓到的硬幣放進另一個盆子內，交給主持人。主持人將盆內全部硬幣倒進硬幣計數機，清點正確的金額。清點完畢，猜對者可把相同金額的現金帶回家，猜錯者則可得到獎品。
〈電話追緝令〉
主持人每集打電話給一名藝人或其親友，整該名藝人。
〈偶像親蜜秀〉
棚內的來賓各選一位觀眾合作，兩人一組參賽。工作人員準備一台烤麵包機，內有一片或兩片已烤好的吐司。參賽者皆面對全體觀眾，站在烤麵包機左右兩側。徐乃麟喊：「一！二！三！」喊完立即把烤麵包機的拉桿往上拉，吐司隨即彈出。站在右側者的右臉與站在左側者的左臉互相靠攏，以夾住吐司。若夾住吐司，則觀眾可得到獎品。
〈我說你猜〉
棚內的來賓輪流參賽，各自比手畫腳加上口語提示，讓另外一位來賓猜答案。每猜對一題，就換下一位來賓給下一題的提示，同時換該題的來賓猜下一題的答案。答案通常是成語。
〈花式新聞網〉
短劇單元，多以記者會為主要場景，諷刺台灣社會現象（例如大型醫院或醫學中心的醫師超量看診）或重大新聞事件（例如華航名古屋空難）。後期偶爾將〈唱給你聽〉融入。「花式」即「華視」二字的諧音。方芳芳與徐乃麟固定參演，其他常見的演員包括陳為民、趙強（趙自強早期藝名）等。
該單元有一種型態是〈現場call-in連續劇〉，是模擬連續劇改為現場直播並開放觀眾call-in之後會變成什麼樣子，觀眾可透過call-in來影響劇情。例如第1013集以華視八點檔連續劇《包青天》為例，想像連續劇改為現場直播並開放觀眾call-in之後會變成什麼樣子。
〈各說各話〉
與〈各說各的〉內容相同，多被安排在每集最後一段才上映。
該單元內容曾被集結成《各說各話》（希代書版1993年2月1日第1版，ISBN 9575443500）一書。
〈荒野大鏢客〉
耐久競賽單元，開放觀眾以電話向全能製作公司報名參賽。每集有三位觀眾各自騎在「牛仔機」上，必須盡力使自己不會被牛仔機甩下來，但雙手不可扶著鞍部。牛仔機四周有鋪上軟墊，保護參賽者。工作人員分別計算三人騎在牛仔機上的總時間，時間最長者即為該集優勝。「週冠軍」獎金3000元，「月冠軍」獎金5000元，「季冠軍」獎金10000元。1994年3月26日首度宣傳招募參賽者，來賓小虎隊派出吳奇隆示範騎牛仔機。
〈電視研究所〉
1994年2月24日首錄，1994年3月1日開播，諷刺電視節目競爭光怪陸離的現象與綜藝節目彼此抄襲的歪風。第一集的內容是：⑴戲仿中視綜藝節目《娛樂星聞 小燕有約》與台視綜藝節目《龍兄虎弟》，曹蘭飾演《娛樂星聞 小燕有約》主持人張小燕，黃子佼飾演《龍兄虎弟》主持人張菲；由於這兩個節目的型態都是藝人分為兩隊進行對抗賽，這兩人一開場就跑錯攝影棚；緊接著，經常上這兩個節目的歌手王傑與林穎模仿自己在這兩個節目中玩「吹乒乓球」、「抖落曬衣夾」等遊戲的情形。⑵搞笑歌仔戲《洛神茶與蛋花湯》戲仿台視八點檔歌仔戲《洛神》，劇中戲仿楊麗花因看不清楚大字報而連續NG。
1994年3月10日，國立政治大學廣告學系教授孫秀蕙評：|  | 〈電視研究所〉單元的構想以及它想達成的效果，只能以「無力批判、無能反省」八個字形容之。為什麼？與其它類似的綜藝節目相比較，《綜藝萬花筒》或許不是最糟的，甚至有時還會出現一些頗具創意的模仿秀。但是《綜藝萬花筒》淪為藝人打歌的舞台，間歇穿插許多無意義的遊戲單元，比起其它節目，只有過之而無不及。最糟的是，《綜藝萬花筒》的製作單位還會以整人為樂事，設計「超級逼真」的情節，整得一些上節目打歌的歌星情緒蒸騰，引為終身難忘的恥辱。…… 製作單位在策劃節目新單元時，心裏面想的並不是沉默的閱聽大眾。他們關心的是節目路線的修整是否可以持續地吸引廣告，而吸引廣告的前提是製造話題、並維持節目「語不驚人死不休」的聳動價值。從「最少投資、最大利潤」的角度出發，我們就不難想像：其實所有綜藝節目的內容，從製作的水準來看，都廉價得可以；因此，道具桌椅的破舊、演出腳本的急就章、連NG鏡頭都可以被回收使用的怪現象，也就不足為奇了。 《綜藝萬花筒》藉著〈電視研究所〉諷刺友台的綜藝節目，只能說是五十步笑百步的阿Q式舉動；至於拿「研究所」來作為節目單元的名稱，對於學界來說，實在是一個很不高明、令人哭笑不得的笑話。[14] |
1994年5月17日，〈電視研究所〉與中視綜藝節目《雞蛋碰石頭》不約而同，諷刺台視與華視同以七俠五義為題材推出八點檔連續劇：〈電視研究所〉由李又麟與劉爾金分別扮演台視與華視的包拯，《雞蛋碰石頭》則演出短劇〈包青天大徵選〉。
〈偶像現場秀〉
每集從該集來賓之中挑選一位作為該集的「今日偶像」，以該位來賓的住處為主要場景，拍攝該位來賓與支持者之間的互動情形。
〈梅蘭芳傳奇〉
古裝搞笑武俠短劇單元，1993年8月開播，徐乃麟、方芳芳與曹蘭主演，國語與閩南語混搭，三人不流利的閩南語是一大笑點。徐乃麟飾演「乃梅散人」，曹蘭飾演「龍舌蘭」，方芳芳飾演「江湖一陣芳」，另有其他藝人飾演師弟與師妹。主題曲是改編電影《倩女幽魂》插曲〈道〉，徐乃麟、方芳芳與曹蘭主唱。
1993年8月13日拍攝外景，上午在台北市光復南路台北市聯營公車「監理處」站牌，玩方芳芳、徐乃麟搭公車的遊戲；下午轉往泰山收費站，方芳芳、徐乃麟與女性收費員殺價。
1993年8月18日錄影，原定錄製5集的存檔，但5集劇本中有3集涉及打麻將，編審方光申對此提出異議，只錄2集就收工。
〈雙姝怨〉
方芳芳與曹蘭主演，偶爾徐乃麟也會加入。為兩個女人的互動衍伸出來的搞笑短劇單元。開頭多半為方芳芳跟曹蘭一起說：「作為女人，（中間依當集劇情而定），真辛苦喔。」
〈向全國觀眾致歉書〉
1993年8月16日開場播出的道歉書，說明播出2年來已經更改播出時段5次，自我調侃，也向觀眾道歉；同時，提到「造化弄人，既生『蛋』又生『筒』」，暗中消遣自己與《雞蛋碰石頭》打對台。
〈關懷兒童系列－法網恢恢〉
搞笑短劇單元。

### 曹蘭時期
1995年7月10日，《綜藝萬花筒》宣布改由曹蘭、黃子佼擔任主持人。此時期採用了豬頭皮（朱約信）設計的片頭音樂與「Auto Tools」設計的片頭3D電腦動畫。此時期又可分為三期；這三期除了佈景完全不同以外，播映的單元也不同。

#### 第一期
此時期的來賓都是兩人一組，每日總計兩組來賓參加錄影。播映的單元有：
〈廣告急轉彎〉
短劇單元，每天惡搞一則電視廣告，開場標語是以字幕顯示「萬花出品，所向無敵」搭配曹蘭與黃子佼尖叫的大頭照。當時台灣許多著名電視廣告商品如克異香、鐵牛運功散等，都被該單元惡搞。結尾會出現一標語，標語內容依廣告內容而定。結尾標語的署名都是虛構的非營利組織名稱，例如「萬花文教基金會」、「美聲協會」、「蒙古大夫同業公會」、「搖擺俱樂部」。
〈民意調查 Top 5〉
內容類似中視《大家一起來》。電視牆背面有一看板，兩者是一體兩面。進入該單元時，看板朝外，電視牆朝內。看板上有十個橫式翻板，都是三角柱狀，橫排兩個，直排五個。每集設定兩個民意調查題目，每個題目各取前五名作為答案。一個翻板標示一個答案。民意調查題目的來源是開放觀眾寄信與傳真提供題目給全能製作公司，全能製作公司委託台灣智商市場研究顧問公司進行民意調查。
每一個民意調查題目之前，主持人會問一個問題（題目內容與當天的兩個民意調查題目無關）給兩組來賓搶答，答對者可以決定自己先答或後答。決定答題順序後，主持人宣布一個民意調查題目，由先答的隊伍答題。
每一個民意調查題目中，來賓講出一個答案之後，兩位主持人先共同複誦答案一次，再與觀眾齊喊「有沒有」，然後觀察看板的反應。猜中者，看板會顯示答案及其所佔的百分比；沒猜中者，看板則無任何動作，僅有背景音效（狂笑聲）。如果來賓沒有回答，或是來賓一直沒有猜中，主持人會帶領觀眾喊「一秒鐘、兩秒鐘、三秒鐘、四秒鐘、五秒鐘」催促來賓繼續猜，直到來賓喪失答題資格或猜中其中一個答案為止。若有一組來賓喪失答題資格時，則改由另一組來賓答題。
每一個民意調查題目的滿分是15分；每猜中一個答案，可獲得3分。得分最多的一組來賓將成為當日的優勝，取得下一個單元〈門不當 戶不對〉的參賽資格。
〈名人開講〉
短劇單元，每集設定一個主題，由一人扮演當時熱門的電視劇或電視動畫的主角（例如趙強扮演「櫻桃小完子」，惡搞《櫻桃小丸子》；黃子佼扮演「賤狗」，惡搞《家有賤狗》），以無厘頭的口吻或動作來逗觀眾笑。結尾會顯示一句「萬花小語」作結。
〈門不當 戶不對〉
攝影棚一角有14道門，分為左右兩側，門中央依序標示1至14，1至7號門在左側，8至14號門在右側。兩側中央的空地上有一根圓柱，圓柱頂端有一個按鈕可使全部的門關閉。每道門前也各有一根圓柱，每根圓柱頂端各有一個按鈕可使對應的門開啟。門後共有七對學生。每一對學生，有時是同一扮相，有時是對應的扮相（例如「醫生對護士」、「俠士對俠女」、「大帥對小兵」等），有時是手持標示同一偏旁的中文字的圖卡，有時是手持標示同一圖案的圖卡。參賽者是〈民意調查 Top 5〉的優勝隊伍，兩人分開參賽，每人限時30秒，接力完成全部配對。
開始計時前，曹蘭喊「14位同學，請亮相」使14道門全部開啟，讓來賓記住同一對的學生分散在哪兩道門。約10秒後，曹蘭先喊「請就位」再喊「請關門」，14道門全部關閉，來賓到黃子佼所在的中央圓柱前就位。黃子佼會隨機舉起一張號碼牌使該號門開啟，然後宣佈開始計時。來賓跑到沒有任何一道門開啟的那一側，任意選擇相鄰的兩道門，並按鈕使兩道門同時或先後開啟（但也可以只開啟一道門）。按鈕開門以後，來賓必須按下中央圓柱上的按鈕使已開啟的門全部關閉，黃子佼會隨機舉起另一張號碼牌使該號門開啟（但繼續計時）。來賓同樣任意選擇相鄰的兩道門，並按鈕使兩道門同時或先後開啟。如此反覆下去，直到完成全部配對或30秒結束為止。完成全部配對時，14道門全部自動開啟。第一位來賓下場之後，第二位來賓上場繼續完成配對。完成全部配對的隊伍，可獲得獎金10000元；沒有完成全部配對的隊伍，可獲得獎金5000元。

#### 第二期
此時期的來賓也是兩人一組，但是每日僅有一組來賓參加錄影。播映的單元有：
〈新新超人〉
每天播映二至三個特技表演，有兩大片源：第一個是輯錄同屬全能製作公司製作的華視綜藝節目《電視聯合國》（首播時間：1995年8月19日至1995年12月9日）所播映的某日本綜藝節目（名稱待考）的特技表演片段，第二個是輯錄《電視聯合國》所播映的台灣特技表演（尤其是國外特技表演者在台灣的特技表演）片段。主持人與來賓會邊看邊討論其內容，但以主持人的解說為主。例如第1280集（華視休閒頻道2008年9月17日13:30～14:00重播）播映的兩個特技表演是「會玩火的人」與「怪手寫書法」。
〈街頭整人秀〉
全能製作公司買進國外整人節目（名稱待考）的公開播映權，每天播映兩個整人手法，以被整者的反應作為笑點。主持人與來賓會邊看邊討論其內容，但以主持人的解說為主。
〈關懷兒童系列－如何說不〉
同張小燕、陽帆時期。

#### 第三期
從1996年6月10日起算。
〈打開天窗說亮話〉
內容不詳。
〈不是冤家不聚頭〉
1996年6月首錄的整人單元。每集邀請2位來賓出外景。2位來賓猜拳，猜贏者立刻拿起道具打猜輸者，猜輸者立即防禦；若猜輸者被打中，則必須在街上犧牲形象。例如葉璦菱與殷正洋猜拳，猜輸還被殷正洋打中的葉璦菱被曹蘭與黃子佼命令隔著安全玻璃親吻路人。

#### 第四期
此時期因黃子佼跳槽台視主持《天天樂翻天》，《綜藝萬花筒》改由董至成、許效舜與曹蘭搭檔主持。1996年12月7日，由於曹蘭即將赴日本留學而請辭，《綜藝萬花筒》後繼無人，只能錄製最後一集。1996年12月13日，《綜藝萬花筒》播出最後一集。
〈我們一家都是神……經病〉
短劇單元。曹蘭扮演「小蘭子」，董至成扮演「董爸」，許效舜反串扮演「舜媽」，每集邀請一位來賓客串。
〈網路上身〉
1996年10月8日首錄的遊戲單元。在真人身上配置大型道具，以身體來玩電腦遊戲，以電視牆為顯示器。首錄的內容是：⑴董至成與孫耀威玩《小老鼠歷險記》，⑵曹蘭與許效舜玩《推倒大恐龍》。王鈞說，全套設備在日本價值八百萬日圓，《綜藝萬花筒》在台灣「自行研發」花費新台幣一百五十萬元。
〈快吃快答〉
1996年10月8日首錄的遊戲單元，首錄的內容是：⑴徐乃麟吃一盤從台北市一家臭豆腐專賣店買來的臭豆腐，當場把嘴裡的臭豆腐噴了出來；⑵孫耀威吃涼麵吃太快，當場吐了出來；⑶許效舜吃西瓜時故意扮豬逗徐乃麟大笑，卻把西瓜果肉噴了一地。